# Limnephilus major
Limnephilus major är en nattsländeart som först beskrevs av Martynov 1909.  Limnephilus major ingår i släktet Limnephilus och familjen husmasknattsländor. Inga underarter finns listade i Catalogue of Life.